# نيريس
نيريس هو نهر ينبع في شمال بيلاروس ويمر عبر فيلنيوس عاصمة ليتوانيا يبلغ طول النهر 510 كم 276 منها داخل بيلاروس و235 في ليتوانيا.